# Amblyramphus
Amblyramphus là một chi chim trong họ Icteridae.